# Liste du patrimoine immobilier classé de La Calamine
Cette page regroupe l'ensemble du patrimoine immobilier classé de la ville belge de La Calamine.
| Objet                                                    | Année de construction / Architecte | Adresse | Section communale | Coordonnées                      | Numéro d’inventaire | Illustration                                             |
| -------------------------------------------------------- | ---------------------------------- | ------- | ----------------- | -------------------------------- | ------------------- | -------------------------------------------------------- |
| Château Eyneburg                                         | 1260                               |         | Hergenrath        | 50° 42′ 19″ nord, 6° 00′ 57″ est | 31254               | Château Eyneburg                                         |
|                                                          |                                    |         |                   | 50° 41′ 44″ nord, 5° 59′ 33″ est | 31056               |                                                          |
|                                                          |                                    |         |                   | 50° 42′ 16″ nord, 5° 59′ 12″ est | 31256               |                                                          |
|                                                          |                                    |         |                   | 50° 43′ 19″ nord, 6° 00′ 19″ est | 31257               |                                                          |
| Chapelle Saint-Roch                                      |                                    |         |                   | 50° 42′ 25″ nord, 6° 00′ 09″ est | 31424               | Chapelle Saint-Roch                                      |
| Halde calaminaire du Casino Weiher                       |                                    |         |                   | 50° 42′ 37″ nord, 6° 00′ 40″ est | 32236               | Halde calaminaire du Casino Weiher                       |
| Maisons Penning                                          |                                    |         |                   | 50° 42′ 46″ nord, 6° 00′ 41″ est | 31426               | Maisons Penning                                          |
| ancien bâtiment de direction de la S.A. Vieille Montagne |                                    |         |                   | 50° 42′ 41″ nord, 6° 00′ 31″ est | 40373               | ancien bâtiment de direction de la S.A. Vieille Montagne |
| église évangélique de Neu-Moresnet                       |                                    |         |                   | 50° 42′ 46″ nord, 6° 00′ 46″ est | 31425               | église évangélique de Neu-Moresnet                       |